# Haypál Béla

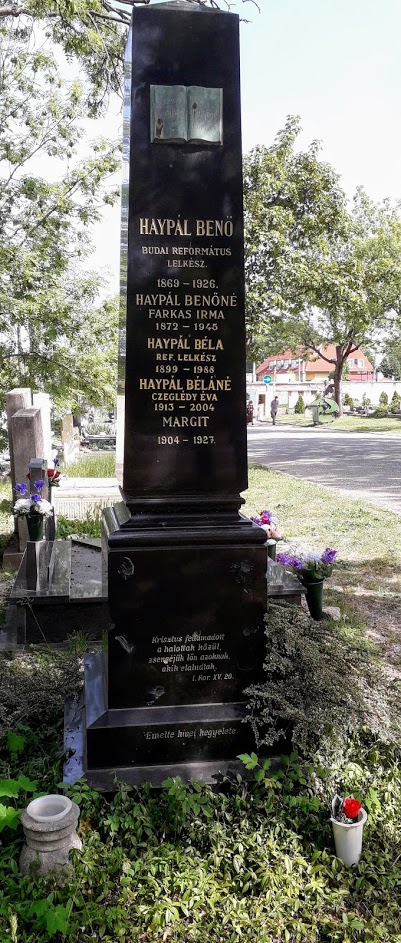
Haypál Benő és fia Haypál Béla református lelkészek, valamint családjuk síremléke a Farkasréti temetőben [1-1-607/608].

Haypál Béla (Budapest, 1899. október 17. – Budapest, 1988. április 16.) magyar református lelkész, esperes.

## Életútja
Teológiát hallgatott Budapesten 1921 és 1923 között és Zürichben 1924–25-ben. Segédlelkész volt Budapesten 1921–24-ben, lelkipásztor Drávafokon 1924–26-ban, majd a Budapest-Budai egyházközségben 1926–1968 között. Édesapja, Haypál Benő (1869–1926) halála után 1926. szeptember 12-én édesapja örökébe iktatták be a Szilágyi Dezső téri templomban református lelkésznek. 1935–1938 között a Békesség néktek. A Budai Református Egyház hivatalos értesítője szerkesztője volt. 
1945-ben újjáépíttette a Szilágyi Dezső téri templomot, amelyet 1899-ben még édesapja emeltetett. 1945 után csatlakozott a Polgári Demokrata Párthoz, az elnöki tanács, a III. majd az I–II. kerületi szervezet elnöke lett. 1945. június 24-én – pártközi megállapodás alapján – az Ideiglenes Nemzetgyűlés képviselőjévé választották. 1945 és 1949 között a fővárosi törvényhatósági bizottság tagja, egy időben jegyzője. Egyházmegyei tanácsbíró.
Haypál Béla ifjúsági gyülekezete ellen 1961-től nyomozás folyt, mert igen sokan jártak hozzá. Volt akit az iskolából kizártak. (ÁBTL M-27704. Dosszié tárgya: „Bihari Károly” ügynök, 1949-től a Szilágyi Dezső téri egyházközségben presbiter. 1961–1967.)
1965-től a Budapest-Déli Egyházmegye esperese, 1968. június 30-án vonult nyugalomba. Számos írása jelent meg egyházi lapokban.
Felesége Czeglédy Éva (1913–2004) volt, Czeglédy Sándor (1883–1944) református lelkész, író, műfordító, bibliafordító és Kósa Margit (Budapest, 1883. március – Cegléd, 1958. július 20.) lánya.

## Fontosabb írásai
- Egyházi beszéd. Budapest, 1928
- A demokrácia: kötelességtudat. Világ, 1945. július 19[6]
- A polgári demokrácia értelme. Világ, 1945-08-25/84. szám[7]
- Reformok és reformáció. Reformátusok lapja, 1941-12-28/43-44. szám[8]
- Bethlen-ünnepély elé. Reformátusok Lapja, 1980-02-03/5. szám[9]
- A szeretet alkotása: a Nagypénteki Református Társaság. Reformátusok Lapja, 1980-04-06/14. szám[10]
- A templomépítő Török Pál. Reformátusok Lapja, 1980-05-04/18. szám[11]
- A szépség soha el nem fogy. Bartók Béla küldetése. Reformátusok Lapja, 1981-03-29/13. szám[12]
- Ad fontes. Reformátusok Lapja, 1981-10-25/43. szám[13]
- Augustinus és a mai ember. Reformátusok Lapja, 1982-02-14/7. szám[14]
- A bibliafordító Czeglédy Sándor. Reformátusok Lapja, 1983-02-13/7. szám[15]
- Triertől Budapestig. Reformátusok Lapja, 1983-05-15/20. szám[16]
- A barázda végén – az új barázda előtt. Reformátusok Lapja, 1985-02-10/6. szám[17]
- Lélektől lélekig. 100 éve született Tóth Árpád. Reformátusok Lapja, 1986-04-27/17. szám[18]
- Isten titkai. Reformátusok Lapja, 1987-02-01/5. szám[19]
- Engedelmesség és növekedés. Reformátusok Lapja, 1988-02-07/6. szám[20]